# Aluviales
Los suelos aluviales son suelos de origen fluvial, poco evolucionados aunque profundos. Aparecen en las vegas de los principales ríos. Se incluyen dentro de los fluvisoles calcáricos y eútricos, así como antosoles áricos y cumúlicos, si la superficie presenta elevación por aporte antrópico, o bien si han sido sometidos a cultivo profundo. Los suelos aluviales son suelos con perfil poco desarrollado formados de materiales transportados por corrientes de agua. Sobre su superficie se ha acumulado algo de materia orgánica. Son suelos que tienen mala filtración y oscuros. Son suelos recientes. 